# Euploea salomonis
Euploea salomonis är en fjärilsart som beskrevs av Ribbe 1898. Euploea salomonis ingår i släktet Euploea och familjen praktfjärilar. Inga underarter finns listade i Catalogue of Life.